# Inferno Carnal
Inferno Carnal (englischer Titel: Hellish Flesh) ist ein brasilianischer Horrorfilm von José Mojica Marins aus dem Jahr 1977.

## Handlung
Dr. George Medeiros ist vertieft in seine Arbeit. So vernachlässigt er seine Frau Raquel, die eine Affäre mit seinem besten Freund Oliver beginnt. Die beiden beschließen George aus dem Weg zu räumen. Raquel betritt sein Labor und schüttet ihm Säure ins Gesicht. Doch George stirbt nicht. Er überlebt schwerverletzt und plant seine Rache. In der Zwischenzeit hat Raquel die Scheidung eingereicht.
Zunächst finanziert George weiter Rachels Lotterleben mit ihrem Geliebten. Die beiden lassen es sich im Nachtleben gut gehen, wobei jedoch vor allem Oliver sein Geld für Prostituierte ausgibt und immer wieder seine Geliebte um Geld anpumpt. Schließlich geht eine dieser Liebschaften schief und er wird ermordet. Rachel kehrt reumütig zu ihrem Exmann zurück und versucht die Beziehung wieder zu retten. George zeigt sich mit vernarbtem Gesicht. Um es ihm gleichzutun, schüttet sich Raquel ebenfalls Säure ins Gesicht. 
Die Ärzte können ihr Gesicht nicht mehr retten und sie bleibt deformiert. Als sie sich wieder George anbietet, zieht dieser seine Maske aus. Unter dieser kommt sein normales Gesicht zum Vorschein. Er hat seine Deformation nur vorgespielt. Daraufhin verspottet er seine Frau und präsentiert seine neue Geliebte. Seinen Angestellten bittet er, den „alten Kram“ herauszugeleiten.

## Hintergrund
Der Film erschien am 24. März 1977 in Brasilien. Der Film gehört nicht zur bekannten Coffin-Joe-Filmreihe von José Mojica Marins, da die typischen Elemente fehlen. Die einzige Gemeinsamkeit ist das Motiv des Mad Scientist, das seinen Filmen eigen ist.
Eine deutsche Version ist nie veröffentlicht worden, in Europa wurde der Film von Anchor Bay unter dem Titel Hellish Flesh im Rahmen der Coffin Joe Collection auf DVD mit englischen Untertiteln veröffentlicht.